# Lokma
I Lokma (in turco), noti anche come Luqma (in arabo: لقمة), Loukoumádes (in greco: "λουκουμάδες"; al singolare: λουκουμάς, loukoumas) e altri nomi in altre lingue, sono frittelle dolci a base di pasta lievitata e fritta, imbevute di sciroppo di zucchero o miele, a volte ricoperte di cannella o altri ingredienti. Il piatto fu descritto già nel XIII secolo da al-Baghdadi come luqmat al-qādi (لقمة القاضي), "bocconcini del giudice".

## Etimologia
Lokma significa "boccone" o "morso", dall'arabo لقمة luqma (plurale luqmāt).

### Paesi arabi
La ricetta dei Luqmat al-Qadi, pasta lievitata fritta in olio e cosparsa di miele o sciroppo di zucchero con acqua di rose, risale almeno al periodo medioevale e al Califfato abbaside del XIII secolo, dove è menzionata in molti dei libri di cucina esistenti dell'epoca. Il dolce viene anche menzionato in Le mille e una notte, nelle novelle "Il facchino" e "Le tre signore di Baghdad". Oggi, nei paesi arabi del Golfo Persico, il luqaymat, talvolta speziato con cardamomo o zafferano, è cambiato poco da allora. Nel Levante, essi sono chiamati awameh (عوامة) e in Egitto zalabya (زلابيا).

### Turchia
Il Boortsog, chiamato pişi o tuzlu lokma (lokma salato) in turco, che è un Lokma senza sciroppo dolce o miele, è un alimento base per le cucine turca, quelle dei paesi turcofoni dell'asia centrale e mongola. Il Lokma sotto forma di dessert è fatto con farina, zucchero, lievito e sale, fritto in olio e successivamente bagnato con sciroppo o miele. Esso fu cucinato per secoli dai cuochi di palazzo nell'Impero ottomano e venne influenzato dalle cucine nazionali degli ex paesi annessi all'Impero ottomano nei Balcani, Medio Oriente e Caucaso. Mentre negli ex paesi ottomani come l'Iraq e la Grecia il lokma è un dolce normale, in Turchia esso ha un significato cerimoniale e generalmente non viene consumato come dolce quotidiano. Tradizionalmente, quaranta giorni dopo la morte di qualcuno, parenti stretti e amici del defunto cucinano lokma in grandi quantità e li servono ai vicini e ai passanti. Le persone si mettono in coda per ottenere un piatto di lokma e in cambio recitano una preghiera per l'anima del defunto dopo averli mangiati.

### Grecia e Cipro
In Grecia e a Cipro del sud, il lokma è chiamato in forma plurale loukoumádes (λουκουμάδες) e lokmádes (λοκμάδες). In greco cipriota la parola lokmá può essere usata per denotare un singolo lokmada come nell'espressione "Φέρμου 'να λοκμά" che significa  "Portami un lokmá". Essi sono comunemente imbevuti in uno sciroppo di miele e aromatizzati con cannella e possono essere spolverati leggermente con zucchero a velo.

### Subcontinente indiano
Il viaggiatore e studioso Ibn Battuta nel XIV secolo incontrò il piatto (che già conosceva con il nome di Luqaymat al-Qadi) a una cena a Multan, allora parte dell'India, dove i suoi ospiti lo chiamavano al-Hashimi.

## Preparazione
Per la preparazione dei lokma sono necessari farina per dolci, lievito, sale da cucina, latte, acqua (per ottenere un impasto fluido da amalgamare bene e lasciar riposare per qualche ora). Scaldare in una padella a bordi alti una grande quantità di olio extravergine d'oliva e versarvi velocemente a piccole cucchiaiate l'impasto, formando delle palline, con l'accortezza di immergere ogni volta il cucchiaio in un bicchiere con dell'acqua. Le palline si gonfiano subito e, non appena dorate girarle e poi con una schiumarola porle a scolare su carta assorbente. Accomodarle sul piatto da portata e cospargerle di miele, graniglia di mandorle e cannella in polvere.